# Lucidus Lake
Der Lucidus Lake ist ein Gebirgssee im Queenstown-Lakes District der Region Otago auf der Südinsel von Neuseeland.

## Geographie
Der 69 Hektar große und auf einer Höhe von 828 m liegende Lucidus Lake befindet sich in den neuseeländischen Alpen, eingebettet zwischen 1760 m bis 2536 m hohen Berggipfeln, von den der westlich des Sees liegende Mount Pollux der höchste von ihnen ist. Der See besitzt mit einer Länge von 1,67 km eine längliche Nord-Süd-Ausdehnung und misst an seiner breitesten Stelle rund 550 m in Ost-West-Richtung. An seiner östlichen Seite fließt der von dem Gebirgssee Lake Castalia kommende Wilkin River North Branch nach Süden und verbindet sich rund 670 m unterhalb des Lucidus Lake mit seinem Abfluss.

## Wanderwege
Der Lucidus Lake ist vom Blue Pools Car Park am New Zealand State Highway 6 über folgende Wanderwege aus zu erreichen:
- 22,0 km – Blue Pools --> Young Hut, 7 bis 9 Stunden
- 12,0 km – Young Hut --> Siberia Hut, 6 bis 8 Stunden
- 05,5 km – Siberia Hut --> Kerin Forks Hut, Zeit nicht bekannt
- 15,0 km – Kerin Forks Hut --> Top Forks Hut, 6 bis 8 Stunden
- 03,5 km – Top Forks Hut --> Lucidus Lake, 1,5 Stunden[3]